# 七ツ島 (鹿児島市)
七ツ島（ななつじま）は、鹿児島県鹿児島市の町丁。郵便番号は891-0132。人口は8人、世帯数は8世帯（2020年4月1日現在）。七ツ島一丁目と七ツ島二丁目がある。
かつては大小7つの島が浮かんでいたが、鹿児島臨海工業地帯の1号用地B区として埋立てられ、工業地帯として造成された。

## 地理
鹿児島市の南部、臨港地域に位置している。北方には南栄、谷山港、坂之上、南方には平川町、西方には光山が接しており、東方には鹿児島湾に面している。
町域の北部には七ツ島サンライフプールやその周辺に商業施設が所在し、南部は金属加工、食料品などの工場が集積する工業地帯となっている。
町域を南北に鹿児島県道219号玉取迫鹿児島港線が通っており、産業道路の一部として機能している。また、沿線には埋立以前にあった七つの島のうち父島と呼ばれていた島の一部が現存している。

### 丁目
表の上方向が北を示す。
| 七ツ島一丁目 | 七ツ島二丁目 |

### 町名の由来
「七ツ島」という町名は埋立以前に大小七つの島が附近に所在し、そこが景勝地として知られていたことに由来している。

## 歴史

### 島としての七ツ島

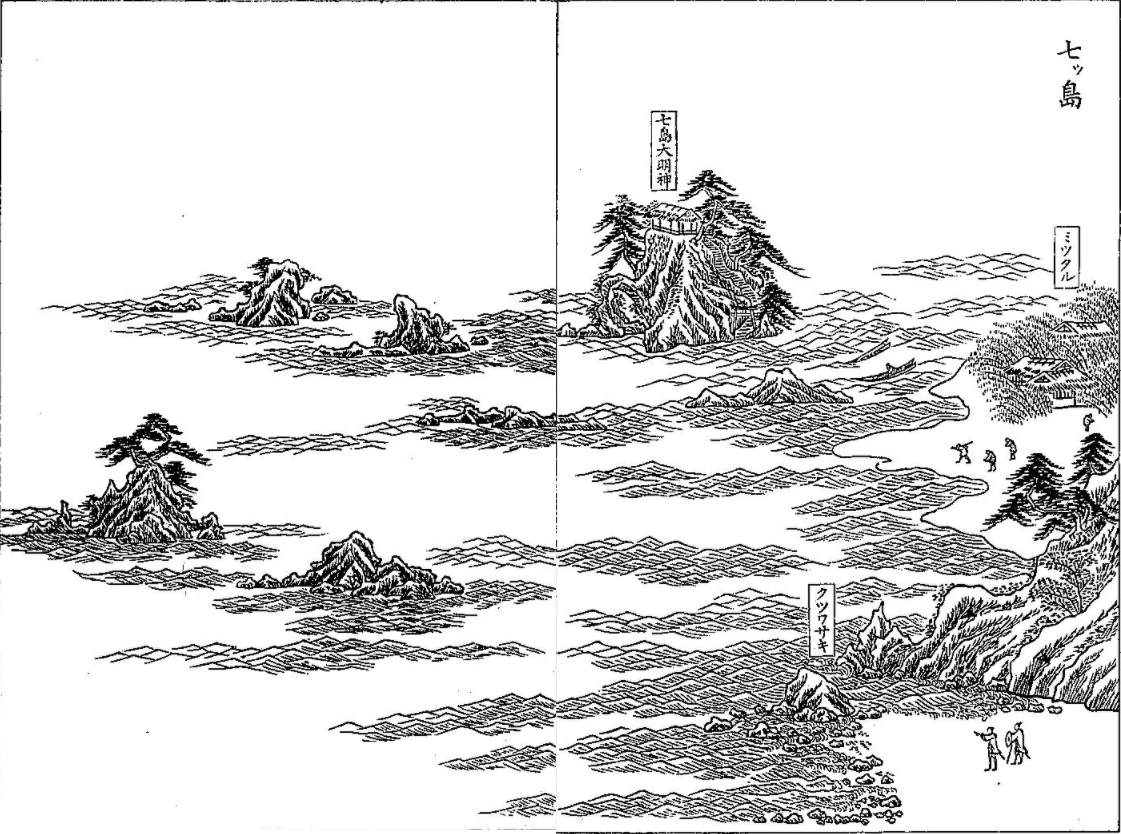
三国名勝図会に掲載されている七ツ島の挿絵

七ツ島は「元禄国絵図」に掲載があり、古くから名勝として知られていた。和田村と下福元村の沖に侵食によって形成された小島が点在していた。海岸線に近い一番大きな島には七ツ島大明神という石祠があり、祭神は市杵島姫命とされている。また、薩摩藩によって編纂された地誌である「三国名勝図会」には七ツ島について以下のように掲載されている。

七ツ島　福本村の海にあり、七の岩島にして、渚を距ること遠からず、景致佳勝なり、其島大なる者廻り二町に足らす、松樹生し、小社あり、七ツ島大明神と號す、祭神詳ならず、當邑宗廟、伊佐智佐権現の末社といふ、天文八年、己亥、卯月吉日、社領一反の文書、當邑社家原口氏に傳ふ、東條某當社を管す、
—三国名勝図会巻十九 谿山郡

### 七ツ島の埋め立て

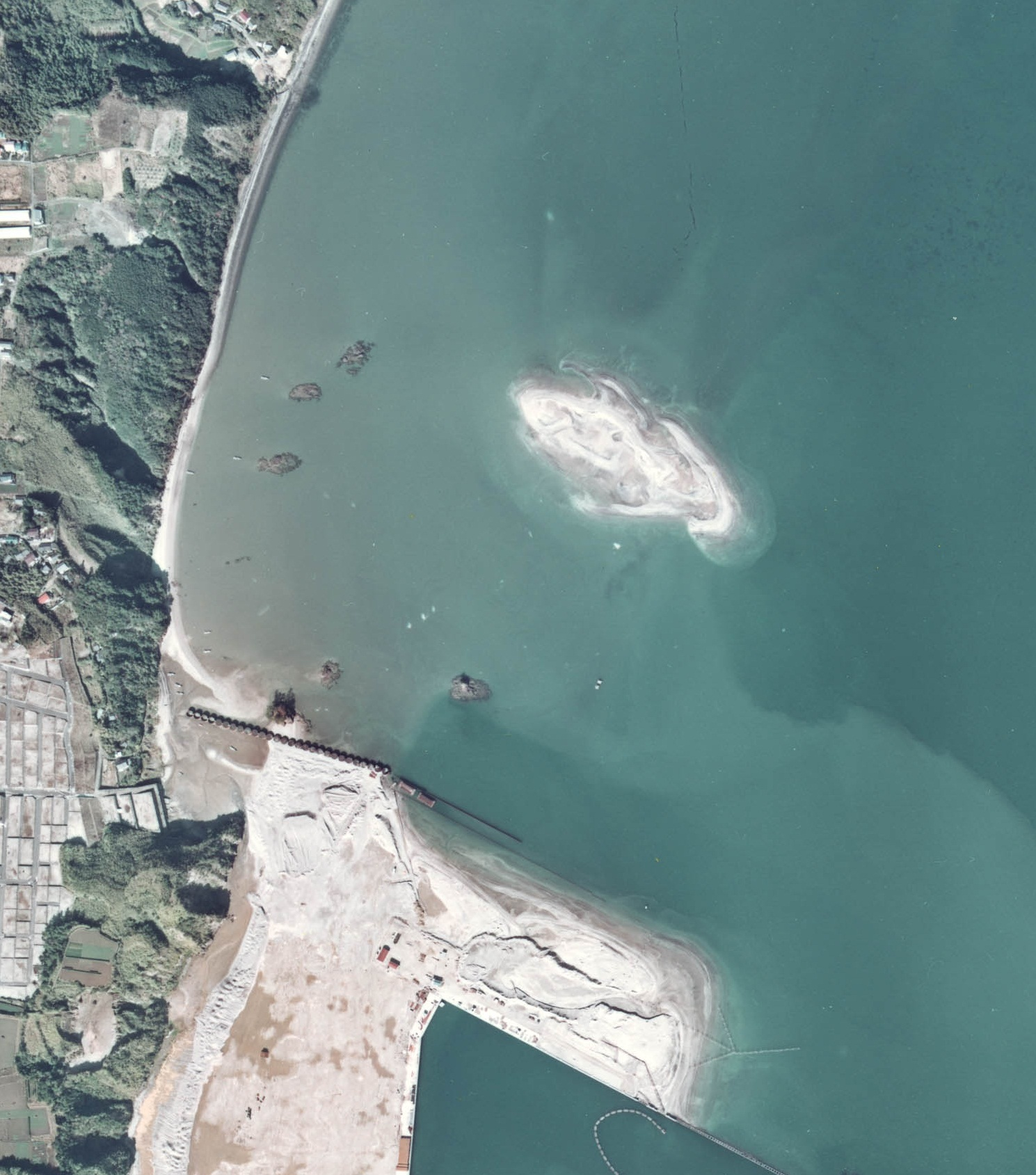
1974年頃の国土航空写真。南側は埋め立て工事が進んでおり、北側には埋め立てられる前の七つの大小の島が見える。

埋め立てが行われる以前は緑地公園の付近は砂浜となっており、谷山市街地に近いため多くの海水浴客が訪れていた。1972年（昭和47年）10月に埋め立て工事に着手し、1976年（昭和51年）にかけて鹿児島臨海工業地帯の1号用地B区として埋立てられ造成された工業地帯である。205ヘクタールの区域が埋め立てられ造成されたもので、事業費は約263億円であった。埋め立て後も一番大きな島であった父島が保存されており、石碑が設置されている。

### 町丁の設置
埋め立てが完了した後の1977年（昭和52年）11月7日に平川町の一部及び平川町地先の公有水面埋立地より「七ツ島一丁目」、平川町地先の公有水面埋立地より「七ツ島二丁目」が設置された。
七ツ島二丁目の区域にあたる鹿児島臨海1号用地B区の用地について石川島播磨重工業と1974年（昭和49年）に売買契約を締結されたが、1988年（昭和63年）の時点で陸上機械部門が置かれたのみでその他は遊休地となっていた。2002年（平成14年）に撤退し、跡地は鹿児島七ツ島メガソーラー発電所が建設され2013年（平成25年）に運転開始した時点では日本の太陽光発電所で最大の発電出力を有していた。

### 町の変遷
| 変更後               | 変更年             | 変更前         |
| -------------------- | ------------------ | -------------- |
| 七ツ島一丁目（新設） | 1977年（昭和52年） | 平川町（一部） |
| 七ツ島一丁目（新設） | 1977年（昭和52年） | 公有水面埋立地 |
| 七ツ島二丁目（新設） | 1977年（昭和52年） | 公有水面埋立地 |

## 世帯数・人口
|              | 世帯数 | 人口 |
| ------------ | ------ | ---- |
| 七ツ島一丁目 | 8      | 8    |
| 七ツ島二丁目 | 0      | 0    |

## 施設

### 公共
- 七ツ島サンライフプール
- 光山公園

### 企業
- 鹿児島七ツ島メガソーラー発電所（石川島播磨重工業跡地）

## 交通

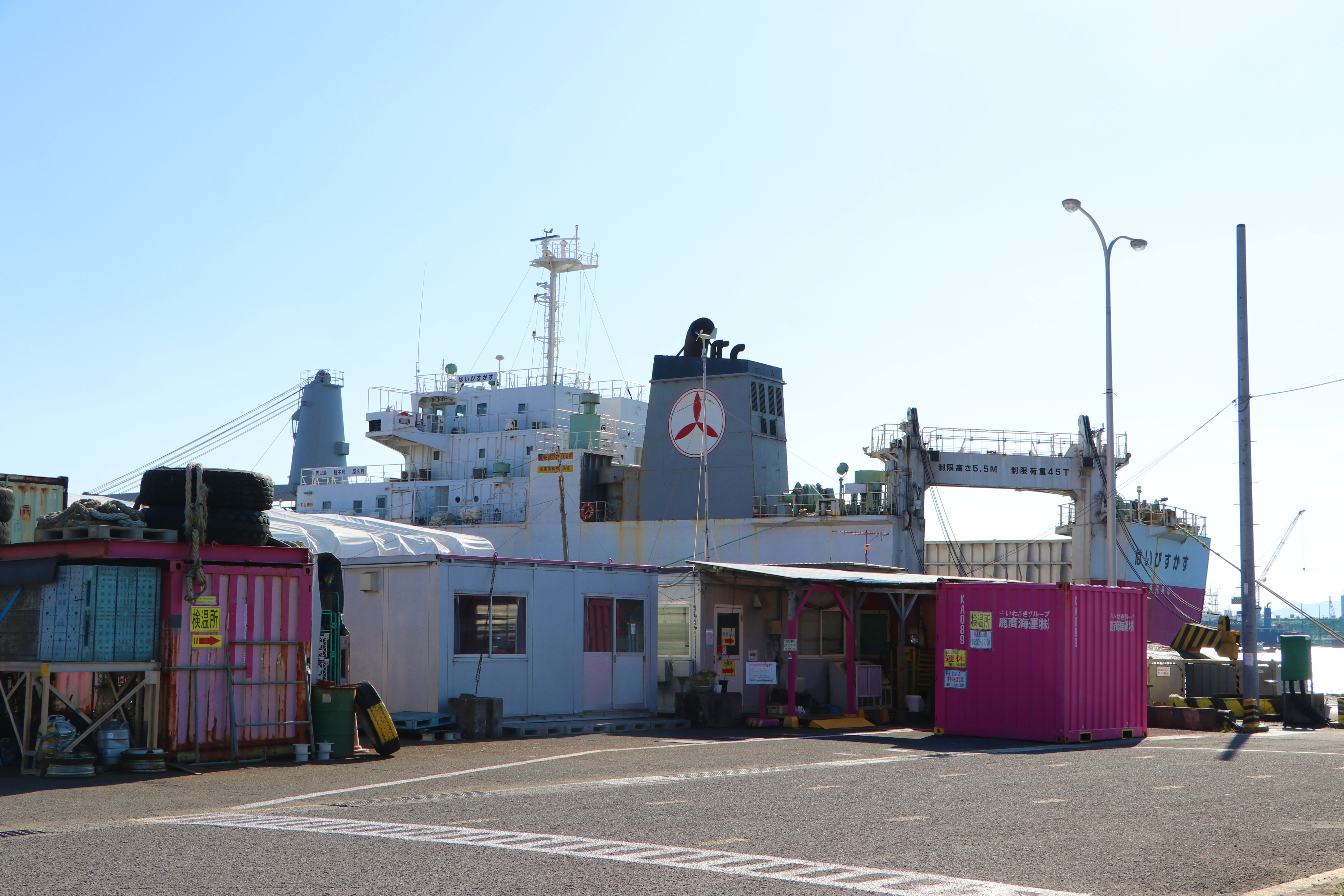
フェリーはいびすかすの発着場

### 道路
一般県道
- 鹿児島県道219号玉取迫鹿児島港線（産業道路）

### 湾港
- 鹿児島港谷山二区
  - フェリーはいびすかす（定期旅客航路：鹿児島港～西之表港～宮之浦港）

## 小・中学校の学区
市立小・中学校に通う場合、学区（校区）は以下の通りとなる。
| 町丁         | 番・番地 | 小学校               | 中学校               |
| ------------ | -------- | -------------------- | -------------------- |
| 七ツ島一丁目 | 全域     | 鹿児島市立福平小学校 | 鹿児島市立福平中学校 |
| 七ツ島二丁目 | 全域     | 鹿児島市立福平小学校 | 鹿児島市立福平中学校 |